# Goura (ville)
Pour les articles homonymes, voir Goura.
Goura est un village du Cameroun situé dans la région du Centre et le département du Mbam-et-Kim. Il fait partie de la commune de Mbangassina.
La localité est arrosée par le Mbam. 